# Xolmis cinereus
A Xolmis cinereus a madarak (Aves) osztályának verébalakúak (Passeriformes) rendjébe és a királygébicsfélék (Tyrannidae) családjába tartozó faj.

## Rendszerezés
A fajt Louis Pierre Vieillot francia ornitológus írta le 1816-ban, a Tyrannus nembe Tyrannus cinereus néven. Besorolása vitatott, egyes rendszerezők a Nengetus nembe sorolják be egyetlen fajként, Nengetus cinereus néven.

## Alfajai
- Xolmis cinereus cinereus (Vieillot, 1816)
- Xolmis cinereus pepoaza (Vieillot, 1823)[1]

## Előfordulása
Dél-Amerikában, Argentína, Bolívia, Brazília, Paraguay, Peru, Suriname és Uruguay területén honos. Természetes élőhelyei a szubtrópusi és trópusi füves puszták és szavannák, valamint legelők és városi régiók. Vonuló faj.

## Megjelenése
Testhossza 23 centiméter, testtömege 50-61 gramm.
|  |

## Természetvédelmi helyzete
Az elterjedési területe rendkívül nagy, egyedszáma ugyan csökken, de még nem éri el a kritikus szintet. A Természetvédelmi Világszövetség Vörös listáján nem fenyegetett fajként szerepel.